# Nicola Ascoli
Nicola Ascoli (Vibo Valentia, 11 settembre 1979) è un allenatore di calcio, dirigente sportivo ed ex calciatore italiano, di ruolo difensore, tecnico del Chisola.

## Carriera

### Giocatore
Ha iniziato la sua carriera al Catanzaro, squadra nella quale ha militato dal 1997 al 2005, passando dalla Serie C2 fino alla Serie B.
Nel 2005 è stato acquistato dall'Empoli raggiungendo così la Serie A.
Nella stagione 2006-2007 ha collezionato 3 presenze in Coppa Italia e 13 presenze in campionato. Nel giugno 2008 viene acquistato dal Frosinone con il quale affronta il campionato fino al 2010.
Nel febbraio 2011 si trasferisce in Liga I rumena all'Universitatea Cluj.

### Dirigente sportivo e Allenatore
Nel luglio 2012, smessi i panni di calciatore, viene scelto dalla neo proprietà dell'Asti, militante in Serie D, come direttore sportivo. Il 10 settembre 2012 assume (inizialmente solo temporaneamente) anche l'incarico di allenatore della prima squadra, in coppia con il precedente vice-allenatore Enrico Pasquali, sostituendo Massimo Venturini, esonerato dopo aver perso tutte e tre le partite giocate (una di Coppa Italia e due di campionato, subendo 14 gol segnandone solamente 1). Dalla stagione 2013-2014 assume il ruolo di allenatore a tutti gli effetti della prima squadra biancorossa, riuscendo a conseguire il patentino per l'abilitazione al corso di Coverciano, portando la squadra a un'onorevole salvezza grazie al 9º posto finale, ottenendo la fiducia e riconferma dalla società per l'annata successiva, lasciando però contestualmente il ruolo di direttore sportivo nelle mani di Franco Ricci. Raggiunge la permanenza in serie D anche nella stagione 2014-2015, al termine di un torneo che però si rivela più difficile e più sofferto del solito, ma con l'approdo della nuova cordata lombarda guidata dall'imprenditore mantovano Claudio Dondi, il 7 luglio 2015 non viene riconfermato alla guida tecnica del club biancorosso. Ad Agosto dello stesso anno, però, viene scelto come nuovo allenatore dell'Argentina Arma, squadra di Arma di Taggia militante sempre in Serie D, venendo riconfermato anche per la stagione successiva.
Nella stagione successiva si trasferisce in Piemonte alla Derthona dove resta solo un anno.
Dopo un anno fermo, nell'estate 2019 diventa l'allenatore della Sanremese in Serie D.
Il 14 ottobre 2021 assume la guida dell'Imperia, club ligure inserito nel girone A della Serie D . Il 30 gennaio 2022, dopo la pesante sconfitta interna contro il Gozzano, viene sollevato dall'incarico.
Nell'estate 2023 viene ufficializzato come nuovo allenatore del Chisola, formazione piemontese di Serie D.

## Statistiche

### Statistiche da allenatore
Statistiche aggiornate al 16 febbraio 2023.
| Stagione            | Squadra          | Campionato       | Campionato | Campionato | Campionato | Campionato | Coppe nazionali | Coppe nazionali | Coppe nazionali | Coppe nazionali | Coppe nazionali | Coppe continentali | Coppe continentali | Coppe continentali | Coppe continentali | Coppe continentali | Altre coppe | Altre coppe | Altre coppe | Altre coppe | Altre coppe | Totale | Totale | Totale | Totale | % Vittorie |
| Stagione            | Squadra          | Comp             | G          | V          | N          | P          | Comp            | G               | V               | N               | P               | Comp               | G                  | V                  | N                  | P                  | Comp        | G           | V           | N           | P           | G      | V      | N      | P      | %          |
| ------------------- | ---------------- | ---------------- | ---------- | ---------- | ---------- | ---------- | --------------- | --------------- | --------------- | --------------- | --------------- | ------------------ | ------------------ | ------------------ | ------------------ | ------------------ | ----------- | ----------- | ----------- | ----------- | ----------- | ------ | ------ | ------ | ------ | ---------- |
| sett. 2012-2013     | Asti             | D                | 32+2       | 11         | 6+2        | 15         | CI-D            | -               | -               | -               | -               | -                  | -                  | -                  | -                  | -                  | -           | -           | -           | -           | -           | 34     | 11     | 8      | 15     | 32,35      |
| 2013-2014           | Asti             | D                | 34         | 11         | 11         | 12         | CI-D            | 1               | 0               | 0               | 1               | -                  | -                  | -                  | -                  | -                  | -           | -           | -           | -           | -           | 35     | 11     | 11     | 13     | 31,43      |
| 2014-2015           | Asti             | D                | 38         | 11         | 11         | 16         | CI-D            | 1               | 0               | 1               | 0               | -                  | -                  | -                  | -                  | -                  | -           | -           | -           | -           | -           | 39     | 11     | 12     | 16     | 28,21      |
| Totale Asti         | Totale Asti      | Totale Asti      | 106        | 33         | 30         | 43         |                 | 2               | 0               | 1               | 1               |                    | -                  | -                  | -                  | -                  |             | -           | -           | -           | -           | 108    | 33     | 31     | 44     | 30,56      |
| 2015-2016           | Argentina        | D                | 38+1       | 18         | 12         | 8+1        | CI-D            | 1               | 0               | 0               | 1               | -                  | -                  | -                  | -                  | -                  | -           | -           | -           | -           | -           | 40     | 18     | 12     | 10     | 45,00      |
| 2016-2017           | Argentina        | D                | 34         | 13         | 9          | 12         | CI-D            | 1               | 0               | 1               | 0               | -                  | -                  | -                  | -                  | -                  | -           | -           | -           | -           | -           | 35     | 13     | 10     | 12     | 37,14      |
| Totale Argentina    | Totale Argentina | Totale Argentina | 73         | 31         | 21         | 21         |                 | 2               | 0               | 1               | 1               |                    | -                  | -                  | -                  | -                  |             | -           | -           | -           | -           | 75     | 31     | 22     | 22     | 41,33      |
| nov. 2017-2018      | Derthona         | D                | 24         | 4          | 8          | 12         | CI-D            | -               | -               | -               | -               | -                  | -                  | -                  | -                  | -                  | -           | -           | -           | -           | -           | 24     | 4      | 8      | 12     | 16,67      |
| 2019-2020           | Sanremese        | D                | 25         | 8          | 9          | 8          | CI+CI-D         | 1+5             | 0+1             | 0+3             | 1+1             | -                  | -                  | -                  | -                  | -                  | -           | -           | -           | -           | -           | 31     | 9      | 12     | 10     | 29,03      |
| ott. 2021-gen. 2022 | Imperia          | D                | 15         | 4          | 1          | 10         | CI-D            | -               | -               | -               | -               | -                  | -                  | -                  | -                  | -                  | -           | -           | -           | -           | -           | 13     | 3      | 1      | 9      | 23,08      |
| 2023-2024           | Chisola          | D                | 38+2       | 21+1       | 9          | 8+1        | CI-D            | 3               | 1               | 1               | 1               | -                  | -                  | -                  | -                  | -                  | -           | -           | -           | -           | -           | 43     | 23     | 10     | 10     | 53,49      |
| Totale carriera     | Totale carriera  | Totale carriera  | 283        | 102        | 78         | 103        |                 | 13              | 2               | 6               | 5               |                    | -                  | -                  | -                  | -                  |             | -           | -           | -           | -           | 296    | 104    | 84     | 108    | 35,14      |

## Palmarès

### Giocatore

#### Competizioni nazionali
- Serie C1: 1

Catanzaro: 2003-2004